# 노추산로
노추산로(Nochusan-ro)는 강원특별자치도 정선군 여량면 아우라지삼거리 에서 강릉시 성덕동을 잇는 강원특별자치도의 도로이다.

## 주요 경유지
강원특별자치도
- 정선군 (여량면) - 강릉시 (왕산면)

## 노선
| 이름            | 접속 노선                 | 소재지 | 소재지 | 비고 |
| --------------- | ------------------------- | ------ | ------ | ---- |
| 아우라지삼거리  | 서동로                    | 정선군 | 여량면 |      |
| 송천교          |                           | 정선군 | 여량면 |      |
| 유천1교 유천2교 |                           | 정선군 | 여량면 |      |
| 구절교          |                           | 정선군 | 여량면 |      |
| 구설교          |                           | 정선군 | 여량면 |      |
| 오장1교 오장2교 |                           | 정선군 | 여량면 |      |
| 한터교          |                           | 강릉시 | 왕산면 |      |
| 다리골교        |                           | 강릉시 | 왕산면 |      |
| 배나드리교      |                           | 강릉시 | 왕산면 |      |
| 금자리교        |                           | 강릉시 | 왕산면 |      |
| 벌마을교        |                           | 강릉시 | 왕산면 |      |
| 평촌교          |                           | 강릉시 | 왕산면 |      |
| (이름없음)      | 지방도 제410호선 (왕산로) | 강릉시 | 왕산면 |      |

## 주요 건물 및 시설
- 구절리역 (노추산로 745/구절리 290-82)